# Mastigostyla cyrtophylla
Mastigostyla cyrtophylla I.M.Johnst. – gatunek rośliny należący do rodziny kosaćcowatych (Iridaceae Juss.). Występuje naturalnie w Ameryce Południowej. Jest gatunkiem typowym w obrębie swojego rodzaju.

## Rozmieszczenie geograficzne
Rośnie naturalnie w Peru oraz Chile (w regionach Arica y Parinacota i Tarapacá). 

## Morfologia
ŁodygaWyrasta z bulwy. Dorasta do 30 cm wysokości.

## Biologia i ekologia
Bylina bulwiasta. Siedliska gatunku są rozproszone. Preferuje stanowiska dobrze nasłonecznione. Występuje na nizinach, wyżynach lub w dolinach górskich.
Rośnie na bardzo suchych obszarach z bardzo rzadkimi opadami deszczu. Pora sucha trwa od 6 do 12 miesięcy. Mogą się zdarzyć lata, w których w ogóle nie wystąpią opady deszczu. Roczna suma opadów wynosi mniej niż 300 mm. Opady występują głównie zimą. Występuje do 9 strefy mrozoodporności.

## Zastosowanie
Gatunek bywa uprawiany jako roślina ozdobna.